# Zsolt Sőrés

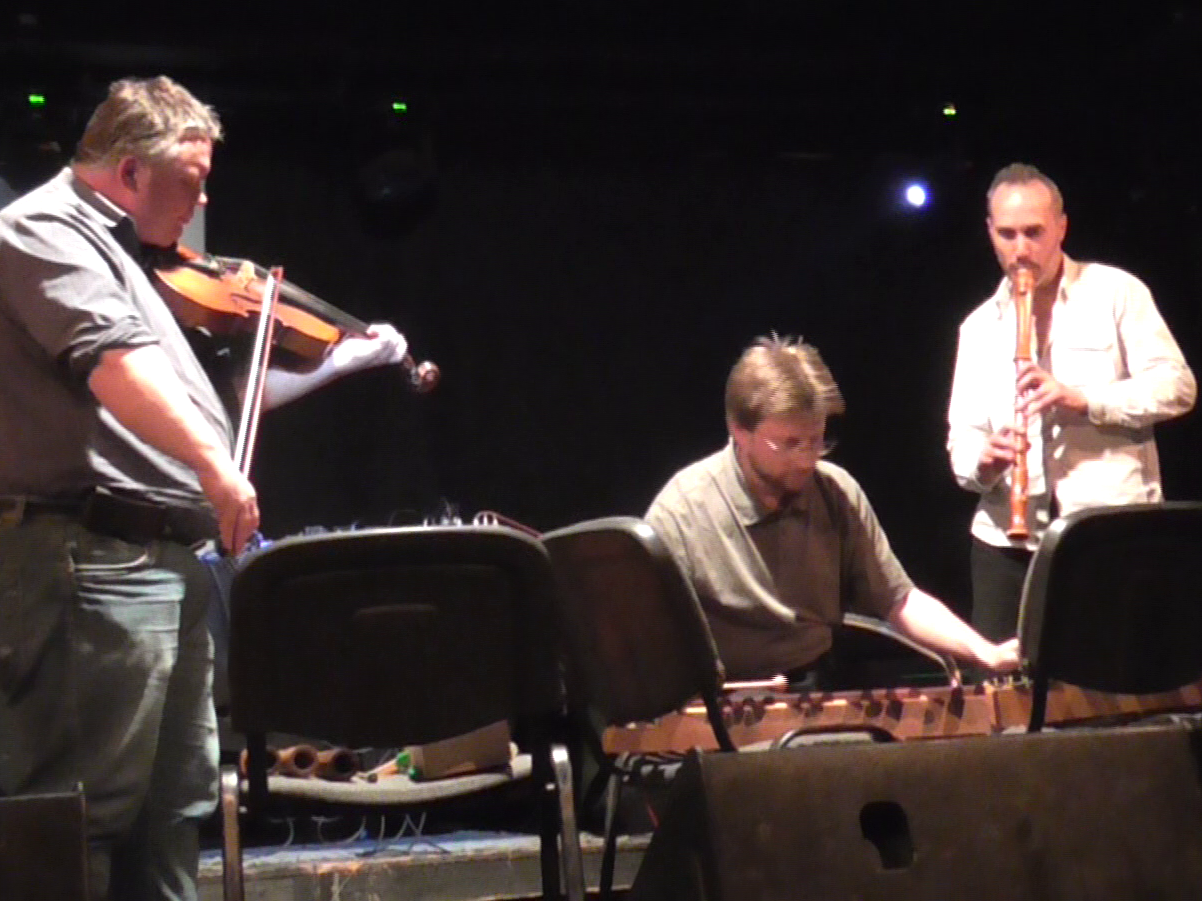
Zsolt Sőrés (links, mit der „4'34 Camerata“, 2015)

Zsolt Sőrés (* 1969 in Budapest) ist ein ungarischer Improvisationsmusiker, Verleger, Klang-, Performance- und Konzeptkünstler.

## Leben und Wirken
Sőrés’ besonderes Interesse gilt den Grenzgebieten zwischen verschiedenen Kunstgattungen. Er arbeitete mit Filmregisseuren und Videokünstlern, Choreographen, Theaterregisseuren und bildenden Künstlern zusammen. Er ist Mitarbeiter des unabhängigen Tilos Rádió (Verbotenes Radio) und Regisseur des Programms für Neue Musik Bo Wave und gründete 2003 den Invisible Films’ Club, der seit 2006 Untergrundfilme am  Ludwig Kortárs Művészeti Múzeum vorführt. Außerdem ist er künstlerischer Leiter des Relative (Cross)Hearings International Independent Contemporary Music Meeting in Budapest. Ab 2005 war er Herausgeber  der Buchreihe Szünetjel Könyvek, in der mehrere Bücher über zeitgenössische Musik erschienen. Er selbst veröffentlichte zwei Gedichtbände.
Sőrés ist Mitglied verschiedener musikalischer bzw. multimedialer Formationen, u. a. eines Trios mit Franz Hautzinger und Isabelle Duthoit, und eines Duos mit Rhodri Davies, des én/Q./Ahad trio (mit Quentin Rollet und Pál Thót), eines Trios mit Oli Mayne und Zsolt Varga und eines Duos mit Christian Skjødt, der Konzeptkunstgruppe The Lazy Anarchists (mit Jozef Cseres, Zsolt Kovács, Gen Ken Montgomery und Ben Patterson), der Gruppe Spiritus Noister (mit den Klangkunstdichtern Katalin Ladik und Endre Szkárosi), der The Sonic Catering Band (mit Daniel Hayhurst, Colin Potter, Peter Strickland und anderen) und der Don't Eat Group mit dem Filmemacher und Videokünstler András Juhász. Gemeinsam mit Franz Hautzinger und Julo Fujak veröffentlichte er 2013 das Album  Live in Brussels.
Multimediaprojekte verwirklichte er u. a. mit der Tänzerin und Choreographin Márta Ladjánszki und dem bildenden Künstler Zsolt Koroknai. Seit 2009 arbeitet er auch mit dem Horrorfilmregisseur Andrey Iskanov zusammen.